# Kolfstraat (Dordrecht)
De Kolfstraat is een straat in de stad Dordrecht, in de Nederlandse provincie Zuid-Holland.

## Achtergrond
In de middeleeuwen bevond zich in het gebied rond de Kolfstraat het begin van de verdedigingszone, met onder meer een toren. In een stadsrekening uit 1312 komt de Kolfstraat voor het eerst voor. Eerder was de straat bekend onder de naam Heer Matthijsstrate dan wel Heer Matthijsstege of Matthys stege. De huidige naam is waarschijnlijk ontleend aan een tussen het latere Scheffersplein en het Statenplein gestaan hebbende herberg met kolfbaan. De herberg fungeerde eveneens als gast- en gildehuis van marskramers.
Oorspronkelijk liep de straat van de Vest tot aan de in 1884 gedempte Lindengracht (thans Museumstraat) en van daar tot aan de Voorstraat.
In de jaren 1866 en 1867 werd het centrum, waaronder de Kolfstraat en de Mariënbornstraat, zwaar getroffen door de cholera-epidemie. In die periode eiste de epidemie meer dan 400 doden op een stadsbevolking van ruim 24.000 inwoners. De open rioleringen en vervuilde grachten vormden de oorzaak. Deze werden immers op grote schaal gebruikt om er drinkwater uit te betrekken.

## Galerij

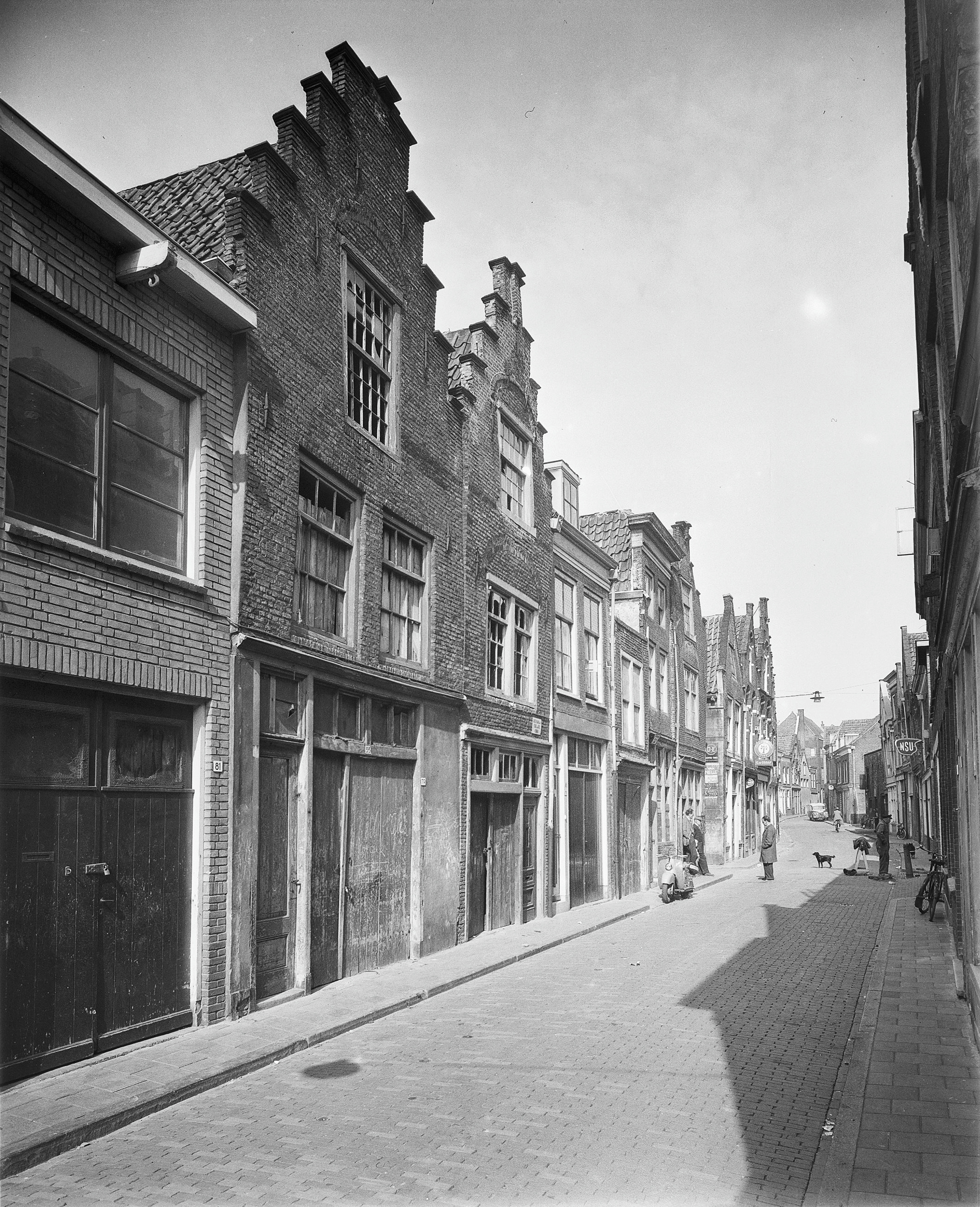
Kolfstraat, 1958.
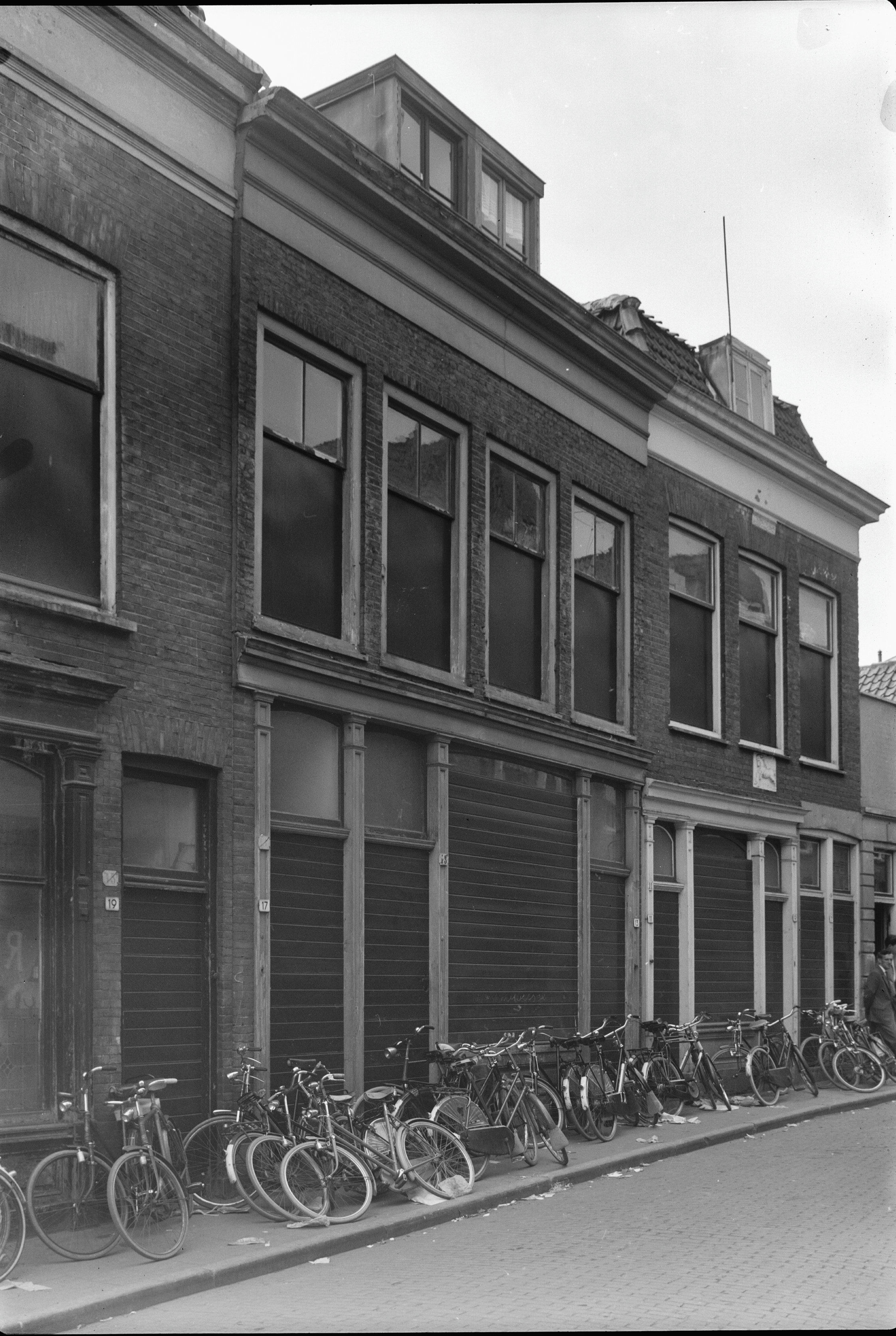
Kolfstraat, 1962.